# Spoorlijn Brig - Disentis
De spoorlijn Brig - Disentis/Mustér is een Zwitserse spoorlijn van de Matterhorn Gotthard Bahn (MGB). De spoorlijn voert oostwaarts vanuit Brig stroomopwaarts langs de Rhône, eerst over de Furkapas, later onder de pas met de Furka-basistunnel, richting Graubünden.

## Geschiedenis
Op 27 mei 1910 werd na langdurige onderhandelingen de Brig-Furka-Disentis-Bahn (BFD) opgericht. De bouw van de tandradbaan over de Furkapas werd in 1911 door de BFD begonnen. Bij tandradtrajecten loopt de helling op tot 110‰. In 1915 werd het traject van Station Brig te Brig naar Gletsch geopend, maar wegens financiële problemen door het uitbreken van de Eerste Wereldoorlog en technische problemen werd de bouw aan de rest van het traject stilgelegd. Na het faillissement van de BFD in 1923 werden de bouwwerkzaamheden in 1924 voortgezet door de nieuwe onderneming Furka-Oberalp-Bahn (FO). Het traject kon na het gereedkomen van de Furka-Scheiteltunnels in 1925 alsnog worden geopend. De spoorlijn Reichenau-Tamins - Disentis die al in 1912 was afgewerkt bood toen ook de aansluiting op de Rhätische Bahn in Disentis.
In Brig bestaat sinds 1930 een aansluiting met de Brig-Visp-Zermatt-Bahn (BVZ). Hierdoor werd het mogelijk gedurende de zomermaanden de Glacier Express tussen Zermatt en Sankt Moritz te laten rijden.
Wegens groot lawinegevaar was het traject over de Furkapas tussen Realp en Oberwald, dat ook langs de Rhônegletsjer liep, niet veilig in de winter. De daardoor ontstane onderbreking van de spoorlijn deelde het net van oktober tot mei in twee delen. In het voorjaar moest met hoge kosten en veel arbeidstijd de verbinding weer tot stand gebracht worden door het ruimen van sneeuw, herstel van schade en het weer opbouwen van een demontabele brug.
Met de bouw van de Furka-basistunnel, aangelegd van 1976 tot 1982, kon ook in de winter de verbinding tussen Uri en Wallis in gebruik blijven. In de winter van 1981 werd het bergtraject stilgelegd en in 1982 werd de 15,381 km lange basistunnel geopend. De oorspronkelijk geplande afbraak van het bergtraject kon worden voorkomen. In 1983 werd de Verein Furka-Bergstrecke en in 1985 de Dampfbahn Furka-Bergstrecke AG (DFB) opgericht. Sinds 1992 rijden er 's zomers weer stoomtreinen op het gedeelte Realp – Gletsch.
Sinds 1 januari 2003 is de Furka-Oberalp-Bahn (FO) met de Brig-Visp-Zermatt-Bahn (BVZ) gefuseerd en verdergegaan onder de naam Matterhorn Gotthard Bahn (MGB).
In december 2007 is een nieuw traject tussen Bitsch en Brig in gebruik genomen. Deze spoorlijn loopt onder de toegangspoort van de Simplontunnel door. Het station in Naters, dat dicht op Brig ligt, is daarmee komen te vervallen.

## Ongeval
Rond het middaguur van vrijdag 23 juli 2010 reed een trein 908 van de Matterhorn Gotthard Bahn richting de Zwitserse plaats Sankt Moritz op enkelspoor tussen Lax en Fiesch langs een ravijn. Na het ravijn gepasseerd te hebben kantelden de twee achterste wagons, waarvan er een op een helling terechtkwam.

## Tandradsysteem
De FO maakt gebruik van het tandradsysteem Abt. Abt is een systeem voor tandradspoorwegen, ontwikkeld door de Zwitserse ingenieur Carl Roman Abt (1850-1933).

## Elektrische tractie
In 1941 werd het hele net van de FO geëlektrificeerd op gangbare spanning van 11.000 V 16 2/3 Hz wisselstroom om aan te sluiten op het net van de SchB, BVZ en de RhB.

## Schöllenenbahn
De Schöllenenbahn (SchB) opende reeds in 1917 het tandradtraject van Göschenen door de Schöllenenschlucht naar Andermatt. In Göschenen bestaat een overstapmogelijkheid op de Gotthardspoorlijn van de SBB. De helling bedraagt maximaal 179‰. Oorspronkelijk was de SchB geëlektrificeerd met een spanning van 1200 V gelijkstroom. In 1941 werd deze verbouwd tot de bij de FO gangbare spanning van 11.000 V 16 2/3 Hz wisselstroom om aan te sluiten op het net van de FO. De diensten van beide ondernemingen waren sindsdien aan elkaar gekoppeld. In 1961 werd de SchB door de Furka-Oberalp-Bahn overgenomen.